# ГЕС Guilman Amorim
ГЕС Guilman Amorim — гідроелектростанція в Бразилії на сході штату Мінас-Жерайс. Розташована перед ГЕС Sá Carvalho, становить верхній ступінь у каскаді на річці Піракікаба, що є лівою притокою Ріо-Досі (впадає в Атлантичний океан за 80 км на північ від Віторії).
Річку перекрили греблею з ущільненого котком бетону заввишки 33 метри, котра утримує сховище з об'ємом 2,73 млн м3 (корисний об'єм 2,27 млн м3), для якого нормальним є коливання рівня поверхні між позначками 492,5 і 495 метрів НРМ (максимальний рівень на випадок повені становить 498,5 метра НРМ, а об'єм у цьому випадку досягає 5,9 млн м3).
Зі сховища вода подається до розташованого за 5,5 км машинного залу через дериваційний тунель, причому на своєму шляху ця споруда, що починається в лівобережному гірському масиві, проходить під дном самої Піракікаби та далі прямує правобережжям. Основне обладнання станції становлять чотири турбіни потужністю по 35 МВт.
Видача продукції відбувається по ЛЕП, розрахованій на роботу під напругою 230 кВ.
Можливо відзначити, що проєкт ГЕС Guilman Amorim втілили для задоволення потреб своїх підприємств у електроенергії металургійна компанія ArcelorMittal Brasil та рудна Samarco Mineração.